# Янг Баффалос
«Янг Баффалос» (англ. Young Buffaloes Football Club) — свазилендский футбольный клуб из города Манзини. В настоящий момент выступает в Премьер-лиге МТН, сильнейшем дивизионе Свазиленда.

## История
Основан в 1982 году. Домашние матчи проводит на стадионе «Трейд Фейр», вмещающем 5 000 зрителей. «Янг Баффалос» является чемпионом Свазиленда сезона 2009/10, и соответственно, впервые в своей истории, представлял страну в Лиге чемпионов КАФ розыгрыша 2011 года. Дебют команды в Лиге чемпионов КАФ, сложился не очень удачно, в предварительном раунде «Янг Баффалос» победил клуб с Сейшельских островов «Сен-Мишель Юнайтед» по сумме двух матчей со счётом 4:2, но в первом раунде турнира «Янг Баффалос» был разгромлен по сумме двух матчей со счётом 0:7 замбийским клубом «ЗЕСКО Юнайтед».

## Достижения
- МТН Премьер-лига:
  - Чемпион (1): 2010
  - Серебряный призёр (1): 2006
  - Бронзовый призёр (4): 2007, 2008, 2015, 2016
- Кубок Свазиленда по футболу
  - Финалист (1): 2014
- Благотворительный Кубок Свазиленда
  - Финалист (3): 2001, 2012, 2013
- Кубок Торговой палаты Свазиленда
  - Финалист (2): 2007, 2012

## Участие в афрокубках
| Сезон | Турнир             | Раунд           | Клуб               | Дома | На выезде | Итог |
| ----- | ------------------ | --------------- | ------------------ | ---- | --------- | ---- |
| 2011  | Лига чемпионов КАФ | Предварительный | Сен-Мишель Юнайтед | 3-0  | 1-2       | 4-2  |
| 2011  | Лига чемпионов КАФ | 1               | ЗЕСКО Юнайтед      | 0-2  | 0-5       | 0-7  |